# Jófiúk
A Jófiúk magyar televíziós vígjátéksorozat, a spanyol Los hombres de Paco (ami magyarul Balfék körzet címmel ment) sorozat magyar adaptációja.
A végig fiktív helyszíneken – Kristófváros rendőrkapitányságán és annak illetékességi területén – zajló sorozat első epizódját 2019. szeptember 1-jén mutatta be az RTL Klub televíziós csatorna. Második évad nem fog készülni a sorozatból.

## Történet
A Jófiúk egy csapat idétlen, degenerált rendőrről szól, akik több bajt okoznak, mint amennyit megoldanak. A történet középpontjában egy idétlen rendőrfőnök és két igazi lúzer zsaru áll, akik egy szembejövő kutyától is megijednek.

## Szereplők

### Főszereplők
| Név                  | Színész         | Leírás |
| -------------------- | --------------- | --- |
| Szűcs Gyula          | Mihályfi Balázs | A középkorú, bajszos rendőr korábban egy másik kerületben a Bűnüldözési Alosztály vezetője volt. Ő, Gábor és Bence egy csapatot alkotnak. Alapvetően ért a szakmájához, jó rendőr, csak mindig szerencsétlen helyzetekbe keveredik... egyébként józan racionális elme, csak a körülmények és munkatársai áldozata.                            |
| Matkovits Gábor      | Hevér Gábor     | Gyula csapatának egyik oszlopos tagja, különleges képessége, hogy nagyon jól ért a kütyükhöz. A nőügyei állandóan bekavarnak az életébe: Szilviával, volt feleségével a válás óta zavaros a viszonya, a nő folyamatosan macerálja, Ivett, a volt élettársa pedig távoltartási végzést kért Gábor ellen, mert őt meg Gábor nem hagyja békén... |
| Dobos Bence          | Király Dániel   | A fiatal, újonc rendőr Gyula csapatának másik tagja. Hirtelen haragú, hajlamos elhamarkodott döntéseket hozni. Kissé metroszexuális fiú, Gyuláék sem tudják eldönteni, hogy meleg-e, vagy sem. Titkos szenvedélye, hogy elítéltek, gyanúsítottak feleségeit/barátnőit hálózza be.                                                             |
| Szilágyi Laura       | Pokorny Lia     | Gyula felesége lobbanékony, nagyhangú, csinos nő, akinek a család az első. Gyermekkori barátnőjével közösen üzemeltetik a nő kifőzdéjét. |
| Vadász Bernadett     | Parti Nóra      | Laura gyerekkori barátnője, aki Gyuláék lakásához közeli kifőzdét üzemelteti. Egyedül neveli két különböző apától született fiait. A férfiakkal nincs szerencséje, amin persze az sem segít, hogy enyhén nimfomán. |
| Szűcs Sári           | Kovács Panka    | Gyula egyetemista lánya, bomlanak utána a fiúk. Tetszik neki Bence, minden alkalmat megragad, hogy ezt a fiú tudomására hozza. Bajkeverő, talpraesett lány. |
| Szilágyi Lőrinc      | Gáspár Tibor    | Gyula főnöke, és egyben apósa. Konzervatív, vonalas, közszolga, aki állandóan idegbajt kap Gyuláék szerencsétlenkedéseitől, és mondani sem kell, nincs elragadtatva a vejétől. |
| Kerekes Ivett        | Michl Júlia     | Gábor volt élettársa, aki teljesen kivan attól, hogy Gábor állandóan telefonon és élőben zaklatja. |
| Gyenes Gáspár        | Ertl Zsombor    | Bernadett egyik léhűtő fia. Egy autószerelő műhelyben dolgozik, de nem szoros időbeosztással, hanem amikor sok a meló. A műhelyben főleg lopott autókat szednek szét... |
| Kamenyik Pál         | Miller Dávid    | Bernadett másik fia. Alapvetően rendes, besegít az anyjának. Megszállottan nézte a főzőcsatornákat, ezért megtanult főzni. |
| Holtzer Rita         | Katona Kinga    | 28 éves, ambiciózus, csinos rendőr, Portner Lajos másik beosztottja. |
| Martos András        | Mészáros András | Precíz, megjelenésében is állandóan tökéletes rendőr, Lőrinc helyettese-jobbkeze, Gyuláék főnöke. Ő sincs túl jó véleménnyel a szerencsétlenkedő Gyuláékról. Külföldön tanult, többféle felsőfokú végzettséggel és jó kapcsolatokkal rendelkező ügyes nyomozó.                                                                                |
| Kertész Miklós       | Mészáros Tibor  | 30 körüli rendőr, Portner Lajos beosztottja, Rita nagy rajongója. |
| Portner Lajos        | Borovics Tamás  | 40 körüli, kicsit egyszerű, rendőrnyomozó, csoportvezető. |
| Dr. Szilágyi Szilvia | Varga Gabriella | Laura testvére, Gábor exfelesége, bűnügyi technikus. Németországban volt szakmai továbbképzésen, ahonnan most jött haza. Mióta elváltak Gáborral, megragad minden alkalmat, hogy ugrassa a férfit, ami mögött természetesen az áll, hogy valójában még mindig Gábort szereti.                                                                 |

### Mellékszereplők
| Név                           | Színész              |
| ----------------------------- | -------------------- |
| Malac                         | Szabó Győző          |
| Félszemű                      | Müller László        |
| Ronda                         | Kroó Ádám            |
| Bankfiók vezető               | Vándor T. Zoltán     |
| Pénztárosnő                   | Tóth Angelika        |
| Biztonsági őr                 | Lovas Dániel         |
| Ügyfél a bankban              | Czakó Máté           |
| Ügyfél a bankban              | Zóki László          |
| Nő a bankban                  | Farkas Viktória      |
| Bankrablók sofőrje            | Tóth György          |
| Étteremvezető                 | Mikola Gergő         |
| Pincér                        | Boronyák Gergely     |
| Ügyeletes rendőr              | Jánosi Ferenc        |
| Autótulajdonos                | Róbert Gábor         |
| Járókelő                      | Korfanti Ferenc      |
| Járókelő                      | Kántor Judit         |
| Dinka                         | Kálloy Molnár Péter  |
| Bérgyilkos                    | Gulyás-Kiss Zoltán   |
| Robi                          | Papp Dániel          |
| Vizsgáztató                   | Szívós László        |
| Rendőr                        | Szekulesz Márk       |
| Rendőr, Mentős                | Fellinger Domonkos   |
| Alkalmazott                   | Lass Bea             |
| Helyszínelő                   | Előd Álmos           |
| Helyszínelő                   | Noé Viktor           |
| Autószerelő                   | Keszég László        |
| Türelmetlen autós             | Doka Tamás           |
| Térfigyelő                    | Molnár Péter Miklós  |
| Taxis                         | Farkas Gergő         |
| Közteres                      | Rácz László          |
| Átvevő                        | Gosztonyi Csaba      |
| Révész                        | Murányi László       |
| Révész                        | Gereben György       |
| Nyomozó                       | Juhász István        |
| Gyroszos                      | Takács Máté          |
| Edző                          | Kökényesy György     |
| Bírósági recepciós            | Valiszka László      |
| Bírgósági őr                  | Borbély János        |
| Kórházi recepciós             | Prohászka Fanni      |
| Kalapos Márton                | Nagy Dezső           |
| Ápolónő                       | Világi Vanessa       |
| Kopasz                        | Ónodi Gábor          |
| Hajas                         | Gula Péter           |
| Civilruhás                    | Putnoki László       |
| Rendőr                        | Fecske Dávid         |
| Rendőr                        | Viktor Balázs        |
| Rendőr                        | Karácsonyi Zoltán    |
| Készenlétis                   | Józan László         |
| Készenlétis                   | Szalai Attila        |
| Készenlétis                   | Andrej Bukvic        |
| Taxis                         | Kovács Martin        |
| Múzeumigazgató                | Inutay Ákos          |
| Restaurátor                   | Szarvas Attila       |
| Német férfi                   | Kosynus Tamás        |
| Német nő                      | Heiter Ágnes         |
| Férfi                         | Patai Tamás          |
| Férfi                         | Suplicz Sándor       |
| Gyűjtő                        | ifj. Fillár István   |
| Kíváncsi nő                   | Turza Vivien         |
| Horvát nyomozó                | Tokaji Sándor        |
| Pöröly                        | Pál András           |
| Márk, Szilvia vőlegénye       | Nagy Sándor          |
| Fenyvesi Ferenc "Fefe"        | Olasz Renátó         |
| TEK parancsok                 | Laklóth Aladár       |
| Hírolvasó                     | Hujder Zoltán        |
| Rendőr                        | Kőmíves Sándor       |
| Szomszéd                      | Soltész Erzsébet     |
| TEK-es                        | Németh Tibor         |
| TEK-es                        | Mérai András         |
| TEK-es                        | Mayer Tibor          |
| Gyöngyi néni, Gyula édesanyja | Máhr Ágnes           |
| Petra nővér                   | Kakasy Dóra          |
| Kati nővér                    | Szőts Orsi           |
| Fanni                         | Czvikker Lilla       |
| Kapucnis                      | Gábor Markó          |
| Kapucnis                      | Kovács Máté          |
| Futár                         | Réthelyi András      |
| Ügyfél a szervizben           | Fekete Antal László  |
| Ivett munkatársa              | Kovács Olga          |
| Perjés ezredes                | Epres Attila         |
| Polák Dénes                   | László Zsolt         |
| Polák embere                  | Barabás Kiss Zoltán  |
| Szánthó Csaba                 | Schneider Zoltán     |
| Német riporter                | Réti Iringó          |
| Tolmács                       | Jankovics Péter      |
| fotós                         | Kékesi Gábor         |
| férfi az utcán                | Timkó János          |
| örömlány                      | Kóbor Ágnes          |
| támadó                        | Mészáros Tamás       |
| szerelő                       | Kalivoda Imre        |
| Mirko                         | Nagy Norbert         |
| Kovács százados               | Páll Zsolt           |
| Szabó százados                | Sipos Imre           |
| Fidel                         | Csányi Dávid         |
| Jimmy                         | Medveczky Balázs     |
| férfi a bárban                | Sárközi József       |
| férfi a bárban                | Csizmadia Gergely    |
| lakó                          | Gere Dénes           |
| lakó                          | Baranyai Sándor      |
| Nő                            | Balogh Orsolya       |
| panaszos                      | Endrődy Krisztián    |
| panaszos                      | Hajdu Tibor          |
| Jenci                         | Mvarik János         |
| Norbi                         | Brasch Bence         |
| Béla                          | Mészáros Máté        |
| Tetovált                      | Horváth Ákos         |
| Kigyúrt                       | Brunner Levente      |
| Kigyúrt                       | Geréd Gyárfás Gyafi  |
| Kocsma tulajdonos             | Mészáros Árpád Zsolt |
| tulajdonos felesége           | Bartha Alexandra     |
| Gyrososz                      | Hema Omar            |
| hitelintéző                   | Bognár Anna          |
| Dr. Dudás                     | Tóth Sándor          |
| Titkárnő                      | Sipos Vera           |
| Győri Rendőr                  | Bera Márk            |
| Vandai                        | Nemes Gusztáv        |
| Ferenc                        | Bereczki Zoltán      |
| István                        | Géczi Zoltán         |
| Autómosó                      | Tóth Károly          |
| Krisztina                     | Éry-Kovács Zsanna    |
| Elvira                        | Ladinek Judit        |
| Ákos                          | Farkas Ádám          |
| Dániel                        | Vicei Zsolt          |
| Ákos anyja                    | Borbáth Ottilia      |
| Dániel felesége               | Haffner Anikó        |
| Dániel élettársa              | Balogh Anna          |
| Fenyvesi                      | Pavletits Béla       |
| Zsebtolvaj                    | Vastag Zoltán        |
| Zsebtolvaj nő                 | Kiss Tünde           |
| Pultos                        | Ruszina Szabolcs     |
| Bea                           | Szilvási Judit       |
| idős néni                     | Erdélyi Mária        |
| Kínai boltos                  | Wang Ye Ádám         |
| Belső ellenőr                 | Chován Gábor         |
| Belső ellenőr                 | Hankó Márk           |
| Belső ellenőr                 | Csákvári Dávid       |
| Resti tulaj                   | Kárász Zénó          |
| Kalauz                        | Barát Attila         |
| Ricsi                         | Szitás Balázs        |
| Fejes                         | Király Attila        |
| Házfelügyelő                  | Tóth Judit           |

## Epizódok
Az RTL bejelentette, hogy az első évad 2019. szeptember 1-én 20 óra 10 perckor kezdődik.
| Sor. | Év. | Cím             | Rendező                      | Író                                                         | Premier              | Nézettség |
| ---- | --- | --------------- | ---------------------------- | ----------------------------------------------------------- | -------------------- | --------- |
| 1.   | 1.  | Áthelyezés      | Kapitány Iván                | Kapitány Iván                                               | 2019. szeptember 1.  | 454 785   |
| 2.   | 2.  | Védett tanú     | Kapitány Iván                | Juszt Balázs & Kapitány Iván                                | 2019. szeptember 8.  | 428 195   |
| 3.   | 3.  | Exfeleség       | Kapitány Iván                | Búss Gábor Olivér & Kapitány Iván                           | 2019. szeptember 15. | 422 481   |
| 4.   | 4.  | Bosszú          | Kapitány Iván                | Juszt Balázs & Kapitány Iván                                | 2019. szeptember 22. | 354 486   |
| 5.   | 5.  | Képrablók       | Kapitány Iván                | Soós András & Kapitány Iván                                 | 2019. szeptember 29. | 372 792   |
| 6.   | 6.  | Autóverseny     | Kapitány Iván & Dyga Zsombor | Gyurkovics Tamás & Kapitány Iván                            | 2019. október 6.     | 348 178   |
| 7.   | 7.  | Parkolóautomata | Kapitány Iván & Dyga Zsombor | Domokos Gábor & Kapitány-Diószegi Judit & Kapitány Iván     | 2019. október 13.    | 319 008   |
| 8.   | 8.  | Tégla           | Dyga Zsombor                 | Gyurkovics Tamás & Kapitány Iván                            | 2019. október 20.    | 311 754   |
| 9.   | 9.  | Ukrán eset      | Dyga Zsombor                 | Gyurkovics Tamás & Kapitány Iván                            | 2019. október 27.    | 307 329   |
| 10.  | 10. | Ügyelet         | Kapitány Iván & Dyga Zsombor | Juszt Balázs & Kapitány Iván                                | 2019. november 17.   | 342 000   |
| 11.  | 11. | Védelmi pénz    | Kapitány Iván & Dyga Zsombor | Kapitány Iván & Soós András                                 | 2019. november 24.   | 425 000   |
| 12.  | 12. | Szexterápia     | Kapitány Iván & Dyga Zsombor | Kapitány Iván & Gyurkovics Tamás                            | 2019. december 1.    | 424 000   |
| 13.  | 13. | Öröm a háznál   | Kapitány Iván & Dyga Zsombor | Kapitány Iván & Búss Gábor Olivér & Kapitány-Diószegi Judit | 2019. december 8.    | 484 000   |
| 14.  | 14. | Születésnap     | Kapitány Iván & Dyga Zsombor | Kapitány Iván & Juszt Balázs                                | 2019. december 15.   | 420 000   |